# Сура (язык)
Сура (также мвагхавул, магхавул, мвахавул, мупун; англ. sura, mwaghavul, maghavul, mwahavul, mupun) — чадский язык, распространённый в центральных районах Нигерии, язык народа сура. Входит в ангасскую группу западночадской языковой ветви. Представляет собой диалектный пучок, состоящий из  трёх близкородственных идиомов — мвагхавул (сура), мупун (мапан) и такас. З. Фрайзингер рассматривал идиомы мвагхавул (сура) и мупун как самостоятельные языки. Наиболее близки к сура языки чакфем-мушере и мишип (чип).
Численность говорящих — около 150 000 человек (2006). Письменность на основе латинского алфавита.

## Классификация
В соответствии с классификацией чадских языков, предложенной американским лингвистом П. Ньюманом, язык сура (мупун) входит в ангасскую группу западночадской языковой ветви вместе с языками ангас, чип, герка (йивом), гоэмаи (анкве), коеноем, кофьяр, монтол (теэл), пьяпун и тал. Согласно исследованиям П. Ньюмана, в пределах ангасской группы (или A.3) язык сура вместе с языками чакфем-мушере, джорто, кофьяр, мишип (чип) и нгас (ангас) образуют кластер языков, включаемый в подгруппу собственно ангасских языков, сама же ангасская группа включается в подветвь западночадских языков A. Эта классификация приведена, в частности, в справочнике языков мира Ethnologue.
Согласно классификации, опубликованной в базе данных по языкам мира Glottolog,  язык сура является единственным представителем кластера сура, который вместе с языком йивом и кластерами гоэмаи, кофьяр-мушере-чип и нгас-белненг образуют языковые объединения в составе группы западночадских языков A A.3.
В классификации афразийских языков чешского лингвиста В. Блажека язык сура отнесён к подгруппе языков ангас, в которой представлены два языковых объединения: в первое вместе с сура входят языки ангас, кофьяр, чип, анкве, монтол и пьяпун, во второе — язык герка (йивом). Подгруппа ангас вместе с подгруппой боле-тангале в данной классификации являются частью боле-ангасской группы, входящей в свою очередь в одну из двух подветвей западночадской языковой ветви.
Р. Бленч включает язык мвагхавул (сура) вместе с языками чакфем-мушере, мишип (чип), джорто и кофьяр в отдельную единицу классификации, которая входит в объединение «a» подгруппы нгас группы боле-нгас подветви западночадских языков A.
В классификации, опубликованной в работе С. А. Бурлак и С. А. Старостина «Сравнительно-историческое языкознание», идиомы сура (мвагхавул) и мупун представлены как отдельные языки, вместе с ангас, чакфем, джипал и джорто языки сура и мупун включаются в подгруппу сура-ангас группы сура-герка подветви собственно западночадских языков.

## Лингвогеография

### Ареал и численность
Область распространения языка сура размещена в центральной Нигерии на территории штата Плато — в районах Баркин-Лади и Мангу.
Ареал сура с юга и востока граничит с ареалами близкородственных западночадских языков. На юго-западе к области распространения языка сура примыкает ареал языка рон, с юго-востока — ареал языка мишип, с востока — ареал языков нгас (ангас), фьер и тамбас. С севера и запада ареал языка сура граничит с ареалами бенуэ-конголезских платоидных языков. На западе с ареалом сура соседствуют ареалы языков гананг и бером, на северо-западе — ареал языка чен, на севере — ареал языка фьям и районы чересполосного расселения носителей языков хауса и фьям, на северо-востоке — ареал языка вагхат-я-биджим-легери.
Численность носителей языка сура по данным 1952 года составляла 20 000 человек, по данным 1973 года — 40 000 человек. Справочник языков мира Ethnologue приводит оценку Р. Бленча, согласно которой в 2016 году численность говорящих на языке сура достигала 150 000 человек. По оценкам сайта Joshua Project численность носителей этого языка составляет 525 000 человек (2017).

### Социолингвистические сведения
Согласно данным сайта Ethnologue, по степени сохранности язык сура относится к так называемым развивающимся языкам, поскольку этот язык используется в устном бытовом общении представителями этнической общности сура всех поколений, а также, не имея официального статуса, является языком масс-медиа и языком общения на производстве и в торговле в многоязычном регионе, кроме того, сура имеет стандартную форму, для которой ещё не характерны устойчивость норм и широкое распространение. В качестве второго языка среди носителей сура распространён английский язык, как вторым языком сура владеют носители языков рон и чакфем-мушере. По вероисповеданию представители этнической общности сура в основном являются христианами (80 %), часть исповедует ислам (18 %).

### Диалекты
В издании Р. Бленча An Atlas of Nigerian Languages отмечаются три диалектных ареала языкового кластера мвагхавул — собственно мвагхавул (сура), мупун (мапан) и такас. По данным сайта Ethnologue, область распространения языка мвагхавул включает два диалекта — мупун (мапан, мапун) и паньям. В базе данных по языкам мира Glottolog диалект паньям отнесён к ареалу языка чакфем-мушере.

## Письменность
Письменность языка сура основана на латинском алфавите. Первые записи на языке сура сделаны в 1912 и 1915 годах. Современный вариант письменности используется с 1980 года. Опубликованы словарь и грамматика. Изданы несколько книг, в частности, несколько переводов фрагментов Библии (1915—1966), «Бытие» (1920), части «Ветхого Завета» (1927—1929), сборник церковных гимнов, «Катехизис» (1915, 1930), гимны и молитвы «Kwop naan shi kook mo» (1981), «Новый Завет» (1991—2007), в настоящее время готовится к переводу весь «Ветхий Завет».
Алфавит языка сура включает 27 букв:
| A | B | Ɓ | C | D | Ɗ | E | F | G | H | I | Ɨ | J | K | L | M | N | O | P | R | S | T | U | V | W | Y | Z |
| a | b | ɓ | c | d | ɗ | e | f | g | h | i | ɨ | j | k | l | m | n | o | p | r | s | t | u | v | w | y | z |

Также используются диграфы gh, ng, ny, sh.

## Лингвистическая характеристика

### Фонетика и фонология

#### Гласные
Система вокализма языка сура состоит из 12 гласных фонем. Гласные различаются по степени подъёма языка, по ряду, по наличию или отсутствию лабиализации и по долготе. Гласные u и o противопоставлены по наличию/отсутствию назализации:
| подъём         | ряд               | ряд               | ряд               | ряд               | ряд                | ряд              |
| подъём         | передний          | передний          | средний           | средний           | задний             | задний           |
| подъём         | нелабиализованные | нелабиализованные | нелабиализованные | нелабиализованные | лабиализованные    | лабиализованные  |
| подъём         | долгие            | краткие           | долгие            | краткие           | неназализо- ванные | назализо- ванные |
| -------------- | ----------------- | ----------------- | ----------------- | ----------------- | ------------------ | ---------------- |
| верхний        | i:                | i                 | ɨ:                | ɨ                 | u                  | ũ                |
| средне-верхний |                   |                   |                   |                   | o                  | õ                |
| средне-нижний  | ɛ:                | ɛ                 |                   |                   |                    |                  |
| нижний         | a:                | a                 |                   |                   |                    |                  |

#### Согласные
Система консонантизма языка сура включает 25 согласных фонем.

#### Просодия
Сура является тональным языком. Для него характерно наличие трёх основных тоновых уровней: высокого, среднего и низкого.

### Морфология
К числу особенностей морфологии языка сура относят возможность установления рода имени при соотнесении его с личным местоимением не только 2‑го лица единственного числа, но и 3‑го лица; наличие 9 аспектов, входящих в состав глагольного комплекса (перфект, имперфект, субъюнктив, потенциалис, передающий значение возможности действия, 4 вида прогрессива, передающих различные оттенки длительности действия, и интенционалис, или усиление действия), а также другие особенности.